# Edward Johnson, Jr.
Edward "Fast Eddie" Johnson, Jr. (Ocala, Florida; 24 de febrero de 1955-Milton, Florida; 26 de octubre de 2020) fue un jugador de baloncesto estadounidense que disputó diez temporadas en la NBA. Con 1,88 metros de altura, jugaba en la posición de base. Es hermano del también exjugador de la NBA Frank Johnson.

## Trayectoria deportiva

### Universidad
Jugó durante 4 temporadas con los Tigers de la Universidad de Auburn.

### Profesional
Fue elegido en la tercera ronda del  Draft de la NBA de 1977 por Atlanta Hawks, en el puesto 49. A pesar de esa posición tan retrasada, se hizo con un puesto en el equipo de los Hawks, ayudando con 10,5 puntos por partido a que su equipo regresara a los playoffs tras cuatro años sin lograrlo. Gracias a la lesión del base titular, Charlie Criss, al año siguiente se hizo un hueco en el cinco inicial, aumentando sus números hasta los 16,0 puntos y 4,6 asistencias, siendo elegido al finalizar la temporada en el segundo mejor quinteto defensivo de la NBA. En la temporada 1979-80 aumentó todavía más sus registros y su popularidad, siendo elegido por los aficionados para disputar como titular el All-Star Game de la NBA 1980, donde fue uno de los jugadores más destacados de la Conferencia Este, al conseguir 22 puntos y 7 asistencias.
Al año siguiente, en la temporada 1980-81, logró sus mejores registros de su carrera profesional, promediando 19,1 puntos y 5,4 asistencias, siendo el segundo máximo anotador de su equipo por detrás de John Drew, siendo elegido nuevamente para disputar el All Star. Pero las lesiones empezaron a hacer mella en él, perdiéndose un buen número de partidos en las tres siguientes temporadas. A pesar de ello sus estadísticas se mantuvieron rondando los 16 puntos por encuentro. Junto con Glenn “Doc” Rivers, Johnny Davis, Rory Sparrow y Anthony “Spud” Webb, formaron una de los mejores grupos de hombres bajos de toda la liga.
Mediada la temporada 1985-86 fue traspasado a Cleveland Cavaliers, pero las lesiones le pasaron factura. Al año siguiente fue de nuevo traspasado a Seattle Supersonics, pero solamente pudo disputar 24 partidos antes de retirarse con 32 años. En sus 10 temporadas como profesional promedió 15,1 puntos y 5,1 asistencias por partido.

## Vida personal

### Problemas con la justicia
Desde que dejó el baloncesto en activo, Johnson tuvo constantes problemas con la justicia, comenzando por su adicción a la cocaína, robos con violencia, estafas, tráfico de drogas, por lo que pasó varias temporadas en prisión. Pero en 2006 fue acusado de abusar sexualmente de una niña de 8 años, y sentenciado a cadena perpetua. El otro Eddie Johnson consideró la posibilidad de presentar cargos por difamación y negligencia contra varios medios de comunicación que publicaron erróneamente su foto confundiéndolo con Fast Eddie.

### Fallecimiento
Johnson murió el 26 de octubre de 2020, de una enfermedad no revelada, en la prisión estatal Santa Rosa Correctional Institution de Milton, Florida, donde cumplía sentencia. Su muerte fue confirmada el 3 de noviembre.

## Estadísticas de su carrera en la NBA

### Temporada regular
| Temporada | Edad | Equipo              | Liga | P   | TIT | MIN  | TC  | TCA  | %TC  | 3P  | 3PA | %3P  | TL  | TLA | %TL  | R.OF. | R.DEF. | REB | ASIS | ROB | TAP | PER | FP  | PTS  |
| 1977-78   | 22   | Atlanta Hawks       | NBA  | 79  |     | 23.7 | 4.2 | 8.7  | .484 |     |     |      | 2.1 | 2.5 | .816 | 0.6   | 1.3    | 1.9 | 3.0  | 1.3 | 0.1 | 2.1 | 2.9 | 10.5 |
| 1978-79   | 23   | Atlanta Hawks       | NBA  | 78  |     | 30.9 | 6.4 | 12.6 | .510 |     |     |      | 3.1 | 3.7 | .832 | 0.8   | 1.3    | 2.2 | 4.6  | 1.6 | 0.1 | 2.7 | 3.1 | 16.0 |
| 1979-80   | 24   | Atlanta Hawks       | NBA  | 79  |     | 33.2 | 7.5 | 15.3 | .487 | 0.1 | 0.2 | .385 | 3.5 | 4.3 | .828 | 1.2   | 1.3    | 2.5 | 4.7  | 1.5 | 0.3 | 2.4 | 2.7 | 18.5 |
| 1980-81   | 25   | Atlanta Hawks       | NBA  | 75  |     | 35.9 | 7.6 | 15.1 | .504 | 0.1 | 0.3 | .300 | 3.7 | 4.7 | .784 | 0.8   | 1.6    | 2.4 | 5.4  | 1.7 | 0.1 | 2.6 | 2.5 | 19.1 |
| 1981-82   | 26   | Atlanta Hawks       | NBA  | 68  | 57  | 34.0 | 6.7 | 14.9 | .450 | 0.1 | 0.4 | .233 | 4.3 | 5.7 | .764 | 0.9   | 1.9    | 2.8 | 5.3  | 1.5 | 0.2 | 2.7 | 2.8 | 17.8 |
| 1982-83   | 27   | Atlanta Hawks       | NBA  | 61  | 57  | 29.7 | 6.4 | 14.1 | .453 | 0.2 | 0.7 | .341 | 3.0 | 3.9 | .785 | 0.4   | 1.6    | 2.0 | 5.2  | 1.0 | 0.1 | 2.6 | 2.3 | 16.0 |
| 1983-84   | 28   | Atlanta Hawks       | NBA  | 67  | 43  | 28.3 | 5.3 | 11.9 | .442 | 0.2 | 0.6 | .372 | 2.4 | 3.2 | .770 | 0.5   | 1.7    | 2.2 | 5.6  | 0.9 | 0.1 | 2.6 | 2.3 | 13.2 |
| 1984-85   | 29   | Atlanta Hawks       | NBA  | 73  | 66  | 32.4 | 6.2 | 13.0 | .479 | 0.3 | 1.0 | .306 | 3.6 | 4.5 | .798 | 0.5   | 2.1    | 2.6 | 7.8  | 0.6 | 0.1 | 3.3 | 2.5 | 16.3 |
| 1985-86   | 30   | TOTAL               | NBA  | 71  | 9   | 20.8 | 4.0 | 8.7  | .457 | 0.4 | 1.2 | .341 | 1.6 | 2.2 | .723 | 0.4   | 1.3    | 1.7 | 4.7  | 0.3 | 0.0 | 2.1 | 1.8 | 10.0 |
| 1985-86   | 30   | Atlanta Hawks       | NBA  | 39  | 6   | 22.1 | 4.0 | 8.4  | .473 | 0.1 | 0.5 | .250 | 2.0 | 2.8 | .718 | 0.4   | 1.5    | 1.9 | 5.6  | 0.3 | 0.0 | 2.3 | 1.8 | 10.1 |
| 1985-86   | 30   | Cleveland Cavaliers | NBA  | 32  | 3   | 19.2 | 4.0 | 9.2  | .440 | 0.8 | 2.0 | .369 | 1.0 | 1.4 | .733 | 0.4   | 1.0    | 1.4 | 3.6  | 0.3 | 0.0 | 1.9 | 1.8 | 9.8  |
| 1986-87   | 31   | Seattle Supersonics | NBA  | 24  | 0   | 21.2 | 3.5 | 7.8  | .457 | 0.2 | 0.6 | .333 | 1.8 | 2.3 | .764 | 0.5   | 1.5    | 1.9 | 4.8  | 0.5 | 0.0 | 1.7 | 1.5 | 9.0  |
| Total     |      |                     | NBA  | 675 | 232 | 29.6 | 5.9 | 12.5 | .476 | 0.2 | 0.6 | .326 | 3.0 | 3.8 | .791 | 0.7   | 1.6    | 2.3 | 5.1  | 1.1 | 0.1 | 2.5 | 2.5 | 15.1 |

### Playoffs
| Temporada | Edad | Equipo              | Liga | P  | MIN | TCA | TC  | 3PA | 3P | TLA | TL  | R.OF. | REB | ASIS | ROB | TAP | PER | FP | PTS | %TC  | %3P  | %FT   | MIN  | PTS  | REB | AST |
| 1977-78   | 22   | Atlanta Hawks       | NBA  | 2  | 64  | 12  | 19  |     |    | 7   | 8   | 2     | 6   | 6    | 8   | 1   | 5   | 10 | 31  | .632 |      | .875  | 32.0 | 15.5 | 3.0 | 3.0 |
| 1978-79   | 23   | Atlanta Hawks       | NBA  | 9  | 262 | 65  | 128 |     |    | 18  | 25  | 8     | 23  | 45   | 4   | 2   | 19  | 22 | 148 | .508 |      | .720  | 29.1 | 16.4 | 2.6 | 5.0 |
| 1979-80   | 24   | Atlanta Hawks       | NBA  | 5  | 188 | 38  | 74  | 0   | 0  | 21  | 28  | 3     | 18  | 21   | 8   | 2   | 11  | 12 | 97  | .514 |      | .750  | 37.6 | 19.4 | 3.6 | 4.2 |
| 1981-82   | 26   | Atlanta Hawks       | NBA  | 2  | 67  | 9   | 26  | 0   | 0  | 4   | 4   | 0     | 6   | 9    | 0   | 1   | 7   | 8  | 22  | .346 |      | 1.000 | 33.5 | 11.0 | 3.0 | 4.5 |
| 1983-84   | 28   | Atlanta Hawks       | NBA  | 5  | 123 | 19  | 54  | 1   | 6  | 15  | 22  | 2     | 9   | 24   | 6   | 0   | 7   | 11 | 54  | .352 | .167 | .682  | 24.6 | 10.8 | 1.8 | 4.8 |
| 1986-87   | 31   | Seattle Supersonics | NBA  | 14 | 181 | 31  | 58  | 2   | 5  | 26  | 30  | 5     | 14  | 45   | 5   | 0   | 9   | 16 | 90  | .534 | .400 | .867  | 12.9 | 6.4  | 1.0 | 3.2 |
| Total     |      |                     | NBA  | 37 | 885 | 174 | 359 | 3   | 11 | 91  | 117 | 20    | 76  | 150  | 31  | 6   | 58  | 79 | 442 | .485 | .273 | .778  | 23.9 | 11.9 | 2.1 | 4.1 |